# Meczet Hysena Paszy
Meczet Hysena Paszy (alb. Xhamia e Hysen Pashës) – meczet znajdujący się w Beracie, w południowej Albanii. Według Evliya Çelebi meczet został zbudowany w centrum Beratu w dzielnicy Murat Çelebi w XVII wieku, prawdopodobnie w latach 1670–1671. Budynek został gruntownie przebudowany w 1870 roku, wówczas to dobudowano do niego wieżę zegarową.
Po ogłoszeniu w 1967 roku przez Envera Hodżę „rewolucji ideologicznej i kulturalnej” i ogłoszenia Albanii pierwszym na świecie państwem ateistycznym, rozpoczęły się represje wobec wszystkich wspólnot religijnych i kościołów w Albanii. Obiekty sakralne przejęło państwo, większość z nich zostało zdewastowanych, wiele zburzonych. Podobny los spotkał wieżę zegarową, która wraz z minaretem została zburzona w 1967 roku. Minaret odbudowano w 1994 roku.
Obiekt został wpisany na listę religijnych zabytków kulturowych Albanii (Objekte fetare me statusin Monument Kulture).